# Рожемберк
Замъкът Рожемберк (Рожемберк над Вълтавоу) (на чешки: Hrad Rožmberk nad Vltavou) е средновековен замък в Южночешкия край на Чешката република, близо до едноименния град. Първоначална резиденция на чешкия аристократичен род Рожемберк (Розенберг). Замъкът за първи път се споменава през 1250 г. като предикат на Вок I от Рожемберк.
Готическите укрепления на замъка са възстановени през Ренесанса и през XIX век по времето на увлечението по архитектурата в епохата на Тюдорите. Последните собственици на замъка, семейството чешки аристократи от френски произход Бюкуа, го преустроява в музей на историята на Бохемия, отворен за обществеността. В основния дворец, създаден в няколко архитектурни стила, има уникална колекция от барокови мебели и картини, както и зала в ренесансов стил с известната „музикална ниша“ и старинни декорации по стените. Арсеналът съдържа исторически оръжия, брони и хералдически емблеми. Художествената галерия разполага с картини, датиращи от епохата на Възраждането.

## История
Замъкът е построен през първата половина на XIII век от Витек от Пърчице (член на могъщия тогава род на Витковичите), който по-късно нарича себе си Вок от Рожемберк по името на замъка. За кратко време замъкът е оборудван с мощни укрепления. Той се превръща в административен и икономически център на фамилните имения, част от които Вок дава на цистерцианския манастир в Горни Броди. През 1302 г., когато най-младият, крумловския клон на рода Витковичи, е прекъснат, Рожемберките наследяват Чески Крумлов и преместват резиденцията си там.
През 1420 г. Олдржих II от Рожемберк (1403 – 1462) е принуден да заложи замъка на рода Валзее от Австрия, за да финансира армията си във войната срещу хуситите. Олджрих е баща на Перхта („Бялата дама“). Първият депозит е платен, но през 1465 г. замъкът отново е заложен, този път на рода Лобковичи. Тази сума също е изплатена.
През 1600 г. Петер Вок от Рожемберк завещава замъка и притежанията си на племенника си Йоан Зрини (1565 – 1612 г.), който го обновява в духа на Ренесанса. Когато той умира през 1612 г., владенията са наследени от родствениците им от рода Швамберк. Те скоро губят замъка, заедно с всички владения, които са конфискувани след битката при Бялата планина и предадени на командващия императорската армия, граф Букуа. Родът, чиято основна резиденция е в Нови храд, притежава замъка до 1945 г., когато е национализиран след края на Втората световна война.
Замъкът е открит за посетители в средата на XIX век като един от първите музеи в Бохемия. Колекцията от картини на замъка включва картини на чешки и европейски художници от късния Ренесанса и барока, като Бартоломей Шпрангер, Карел Шкрета, Йохан Купецки и Норберт Грунд.
В днешно време замъкът е една от най-посещаваните сгради в Южночешкия край. Посетителите за 2018 г. са 48 288.